# Municipio de Harrison (condado de Dearborn)
El municipio de Harrison (en inglés: Harrison Township) es un municipio ubicado en el condado de Dearborn en el estado estadounidense de Indiana. En el año 2010 tenía una población de 3204 habitantes y una densidad poblacional de 71,69 personas por km².

## Geografía
El municipio de Harrison se encuentra ubicado en las coordenadas 39°15′26″N 84°50′43″O / 39.25722, -84.84528. Según la Oficina del Censo de los Estados Unidos, el municipio tiene una superficie total de 44.69 km², de la cual 44,01 km² corresponden a tierra firme y (1,52 %) 0,68 km² es agua.

## Demografía
Según el censo de 2010, había 3204 personas residiendo en el municipio de Harrison. La densidad de población era de 71,69 hab./km². De los 3204 habitantes, el municipio de Harrison estaba compuesto por el 98,66 % blancos, el 0,25 % eran afroamericanos, el 0,09 % eran amerindios, el 0,34 % eran asiáticos, el 0,19 % eran de otras razas y el 0,47 % eran de una mezcla de razas. Del total de la población el 0,75 % eran hispanos o latinos de cualquier raza.